# Билалама
Билалама (Bi-la-la-ma или Gibil-la-ma) — правитель (энси) Эшнунны, правил в первой половине XX века до н. э. Сын Кирикири. 

## Правление
Отстроил Эсикил — храм Тишпака, бога-покровителя города Эшнунны. Он был современником Шуилишу и Иддин-Дагана, царей I династии Исина.
Известен тем, что заключил союз с царём Элама Идатту I и выдал свою дочь Мекуби за его сына, правителя Суз Тан-Рухуратера. Успешно боролся с вождями амореев, нанеся им ряд поражений. Его военные кампании против амореев подтверждаются письмами аморейских вождей.
Видимо, в годы правления Билаламы были составлены т. н. Законы Билаламы на аккадском языке. Они сохранились до нашего времени в виде немного различающимися между собой копий на двух повреждённых табличках происходящих из Телль-Хармаля (древнего Шадуппума). Недавно к ним добавился фрагмент из Телль-Хаддада (древний Ме-Туран). Скомпонованный из этих отрывков текст Законов состоит из очень повреждённого пролога и шестидесяти статей.
Правил около 14 лет.

## Список датировочных формул Билаламы
|   | |
| a | Год, когда Билалама, энси Эшнунны построил Эсикил, [храм] Тишпака OIP 43 177 mu bi-la-la-ma ensi2 asz2-nun-naki e2-sikil dtiszpak ba-du3                                  |
| b | Год, когда амореи от / в области Ибби-Суэна были наголову разбиты OIP 43 175 mu mar-tu a-sza3 i-bi-den.zu ba-ab-ra                                                        |
| c | Год, когда амореи под Ишуром были разбиты / перебиты OIP 43 177 mu mar-tu i-szurki ba-gaz                                                                                 |
| d | Год, когда амореи вручили власть над Ишуром Билаламе OIP 43 178 mu mar-tu bala i-szurki bi-la-la-ma-ra mu-na-an-sum                                                       |
| e | Год, когда амореи в Ка-Ибауме были разбиты / перебиты OIP 43 178 mu mar-tu ka2-di-ba-um-ma sag ba-gaz                                                                     |
| f | Год после года, когда амореи амореи в Ка-Ибауме были разбиты / перебиты OIP 43 178 mu us2-sa mar-tu ka2-di-ba-um-ma sag ba-gaz                                            |
| g | Второй год после года, когда амореи в Ка-Ибауме были разбиты / перебиты OIP 43 178 mu us2-sa mar-tu ka2-di-ba-um-ma sag ba-gaz mu us2-sa-bi                               |
| h | Год, когда Билалама, энси Эшнунны поразил главу амореев кулаком / одним ударом OIP 43 180 mu bi-la-la-ma ensi2 asz2-nunki sag-du mar-tu szu tibir2-ra / bur2-ra bi2-in-ra |
| i | Год, когда он покорил амореев OIP 43 182 81 mu mar-tu gu2 in-gar |
| j | Год, когда наружная стена Ка-Ибаума была построена OIP 43 179 mu bad3-barki ka2-di-ba-um ba-du3                                                                           |
| k | Год, когда [канал] Наби-Тишпак был сделан / вырыт OIP 43 177 mu na-bi-dtiszpak ba-du3                                                                                     |
| l | Год, когда статую [энси] в здании храма была сделана / Год, когда статуя [в память] постройки храма была сделана OIP 43 177 mu alan e2-du3-a ba-dim2                      |
| m | Год, когда [Билалама, энси Эшнунны] принёс / захватил сильное оружие Baqir 1 mu l-kam gisztukul kalag-ga ba-an-ku4 / ba-an-dab5                                           |
| n | Год, когда две каменные статуи были сделаны OIP 43 181, 184 mu alanna4 2 ba-dim2                                                                                          |

| Династия Эшнунны         |                                                 |                       |
| Предшественник: Кирикири | правитель Эшнунны 1-я половина XX века до н. э. | Преемник: Ишар-рамашу |